# Гай Каниний Ребил (консул-суффект 45 года до н. э.)
Гай Кани́ний Реби́л (лат. Gaius Caninius Rebilus; умер после 44 года до н. э.) — древнеримский военачальник и политический деятель из плебейского рода Каниниев, консул-суффект 45 года до н. э. Участвовал в завоевании Галлии и в гражданских войнах под началом Гая Юлия Цезаря.

## Происхождение
Гай Каниний принадлежал к незнатному плебейскому роду, который упоминается в источниках, начиная со II века до н. э. Согласно Капитолийским фастам, его отец и дед носили тот же преномен — Гай. Немецкий исследователь Вильгельм Друман предположил, что Ребил был потомком претора 171 года до н. э. того же имени.

## Биография
Первое упоминание о Гае Канинии относится к 52 году до н. э., когда он был легатом в армии Гая Юлия Цезаря, ведшего тогда войну в Галлии. Ребил участвовал в осаде Алезии, занятой восставшими галлами, а в конце года направился на зимовку к рутенам с одним легионом, к котором позже прибавился второй. Весной 51 года до н. э. Гай Каниний двинулся в земли пиктонов, где большая вражеская армия осадила город Лемон. Он сам был осаждён в лагере превосходящими силами галлов, но последние отступили, узнав, что на помощь Ребилу идёт Квинт Фабий Максим. Тогда Гай Каниний начал преследование сенонов и кадурков, решивших напасть на Нарбонскую Галлию, и заставил их укрыться в хорошо укреплённом городе Укселлодун (фр.). Он перебил ту часть осаждённых, которая попыталась пополнить запасы продовольствия; позже под Укселлодуном появился сам Цезарь и заставил город сдаться (фр.).
В 49 году до н. э., когда началась гражданская война между Цезарем и Помпеем и когда последний готовился из Брундизия переправиться с армией на Балканы, Цезарь направил Ребила к его другу, видному помпеянцу Луцию Скрибонию Либону, с просьбой о посредничестве для заключения мира. Либон к этой просьбе прислушался, но позже был вынужден передать другу такой ответ: «Консулов нет налицо, а без них нельзя вести переговоры о соглашении». В дальнейшем Гай Каниний отправился в Африку в составе армии Гая Скрибония Куриона; благодаря своему военному опыту он занимал видное положение в окружении командующего. В том же году Курион был разгромлен в битве с помпеянцами и нумидийцами и погиб, а Ребил оказался одним из немногих, кому удалось спастись.
Предположительно, в 48 году до н. э. Ребил должен был занимать должность претора. Следующее упоминание о нём относится к 46 году до н. э., когда он, обладая империем проконсула, снова воевал в Африке — на этот раз под началом самого Цезаря. После битвы при Тапсе (6 апреля 46 года до н. э.) Ребил во главе трёх легионов осадил этот город и заставил его сдаться. В следующем году, во время Испанской войны, он командовал гарнизоном Гиспалиса; по Риму какое-то время ходили слухи, что он погиб в результате кораблекрушения.
В конце 45 года до н. э. Гай Каниний вернулся в Рим вместе с Цезарем. 25 декабря, когда умер один из консулов Квинт Фабий Максим, Ребил был назначен консулом-суффектом. Античные авторы, настроенные враждебно по отношению к Цезарю, утверждали, будто консулат Гая Каниния длился всего один день или даже несколько часов. Известно о ряде острот Марка Туллия Цицерона по этому поводу. По данным Плутарха, когда сенаторы отправились поздравлять Ребила с избранием, Цицерон сказал: «Поспешим, чтобы успеть застать его в должности консула». Позже, поскольку Гай Каниний, взойдя на ростры, «равным образом и вступил в почётную должность консула, и сложил её», Марк Туллий сказал: «Исключительно умозримым является наш консул Каниний». Наконец, Цицерон назвал Ребила «единственным бодрствующим консулом», поскольку он «в своё консульство ни одного сна не увидел». При всём этом современные исследователи отмечают, что, поскольку избрание Гая Каниния произошло 25 декабря, он должен был исполнять свои обязанности не один день, а шесть.
После этих событий Гай Каниний уже не упоминается в источниках. Впрочем, какой-то Гай Канипий Ревил фигурирует среди сенаторов, подписавших постановление от 10 апреля 44 года до н. э., и это мог быть именно консул-суффект 45 года до н. э.

## Потомки
Предположительно сыном Гая Каниния был консул-суффект 12 года до н. э., носивший то же имя.